# Corsage (blusliv)

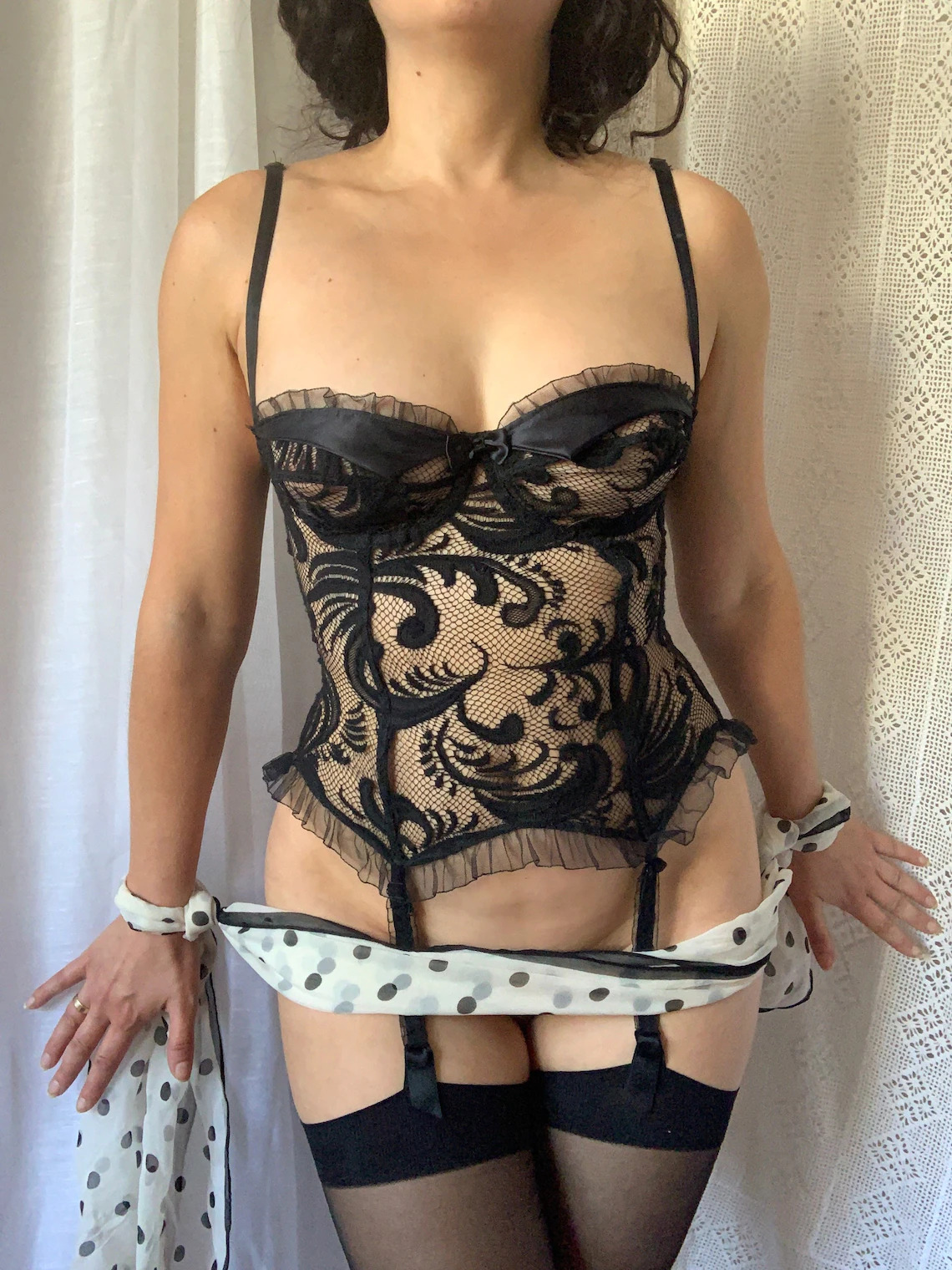
Exempel på corsage.

Corsage är ett axelbandslöst korsettliv eller behå. Gammaldags uttryck som på 1600- och 1700-talen avsåg den rutstickade eller kryssnörda mittsektionen på livstycket och snörlivet.